# كايل تومسون
كايل تومسون (بالإنجليزية: Kyle Thompson)‏ هو لاعب غولف أمريكي، ولد في 25 أبريل 1979 في بنما سيتي في الولايات المتحدة.

## وصلات خارجية
- كايل تومسون على موقع رابطة لاعبي الغولف المحترفين (الإنجليزية)
- كايل تومسون على موقع التصنيف العالمي الرسمي للغولف (الإنجليزية)